# استنبات

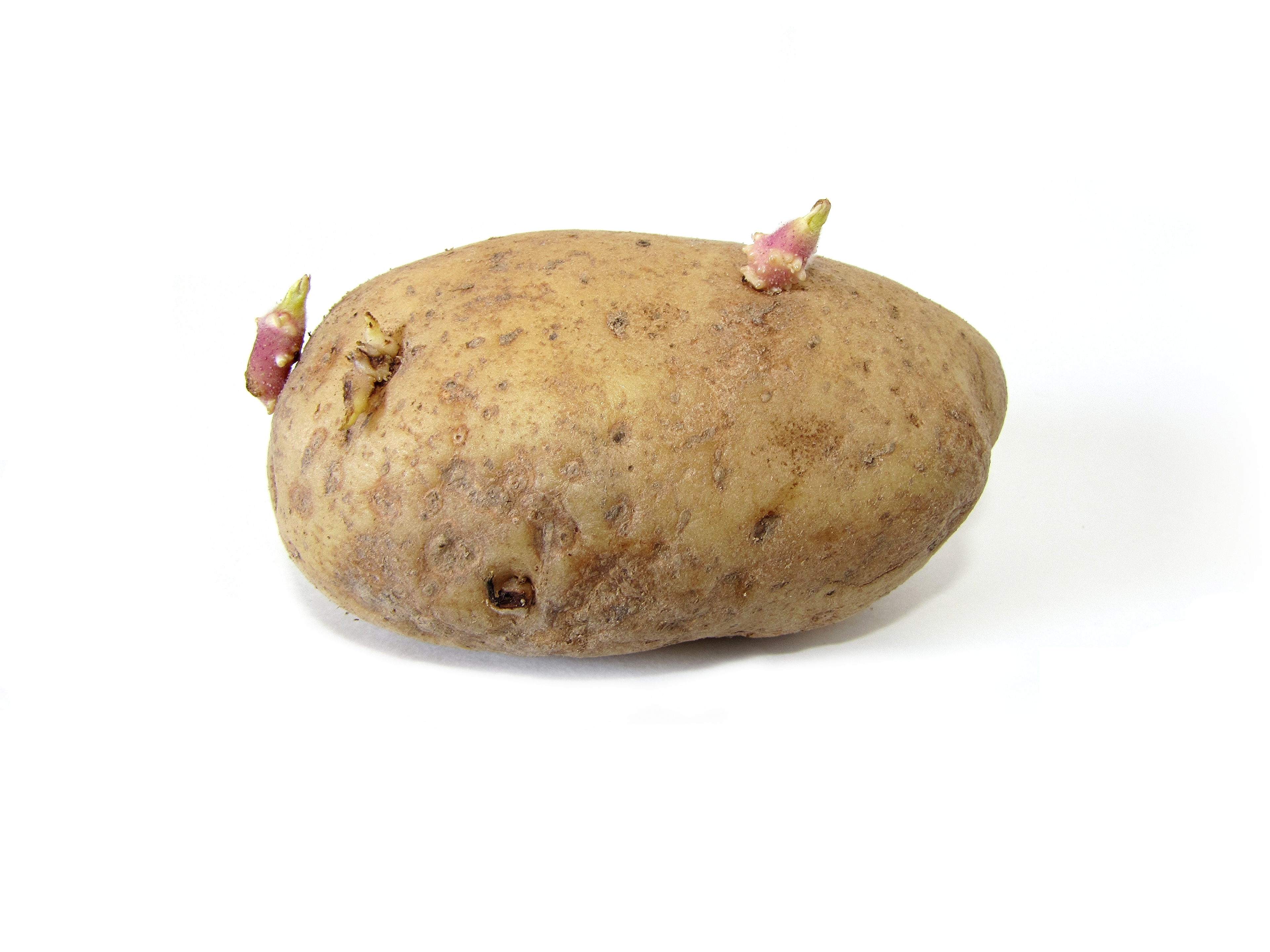

الاستنبات هي إحدى طرق إعداد البطاطس أو الدرنيات الأخرى قبل غرسها. توضع بذور البطاطس في لوح تخزين (غالبًا ما تكون كرتونة بيض) في مكان مضاء ومعتدل الحرارة ويضاف إليها قليل من الماء. وتزال جميع «نقرات» (أجزاء التفسيل) البطاطس باستثناء ثلاث أو أربع نقرات حيث تترك أقوى البراعم. وبعد أن يقترب طول البراعم من 1 بوصة (2.5 سـم)، تُغرس بذور البطاطس في التربة.

## وصلات خارجية
- Chitting and forcing potatoes (Daily Telegraph, 22nd Jan 2010).